# 勝谷誠彦の志ジャーナル
勝谷誠彦の志ジャーナル（かつやまさひこのこころざしじゃーなる）は、毎日放送ラジオ（MBSラジオ）で放送されていたラジオ番組である。

## 概要
- 2006年（平成18年）10月8日放送開始、2008年（平成20年）9月28日終了。毎週日曜日の6時30分〜7時00分の録音番組であった。
- 聴取率が日曜の同時間帯において断トツであると番組内でも発表があったぐらいであったが、スポンサーがいなくなるため終了することとなった。そのため勝谷は、決して自分の発言に問題があったから終わるわけではないことを幾度か主張していた。
- 当番組終了後も、勝谷は2009年よりこんちわコンちゃんお昼ですょ!に月1回ペースでゲストに呼ばれることが多くなっており、毎日放送ラジオへの番組出演はあったりなかったり、といった状態が続いている。

## パーソナリティ
- 勝谷誠彦（フリージャーナリスト）
- 前田阿希子（MBSアナウンサー、開始 - 2007年4月1日）
- 古川圭子（MBSアナウンサー、2007年4月8日 - 最終回）
  - 古川は、当番組終了後の後番組『MBSみんなのフォーク』を1人残る形で担当することになる。

## 主な番組内容
- 週刊ニューストピックス
  - 1週間に起きたニュースを5本とりあげ、勝谷が解説およびコメントをはさむ。またその中からひとつはCMまたぎで比較的時間をかけてとりあげる。ただし録音番組のため、旬のニュースを取り上げるのが1週間遅れることになるのも度々であった。また、このコーナーのみ火曜日頃にインターネット配信されていた。ポッドキャスト配信も計画されていた。
- あっぱれふるさとの味
  - 日本各地の郷土料理から選りすぐりの一品を紹介。その品物もしくはそれに関連したものがおたより、メールを送ってきたリスナーに抽選でプレゼントされることが大半であった。
- 2007年8月19日の放送では「答えて!勝谷さん」のコーナーでリスナーから寄せられた質問悩み相談などの答えるという普段とはすこし違う企画で放送された。

## 特別番組
- 2006年12月30日（年末スペシャル・16:30～17:30放送）
  - 白井文（尼崎市長）をゲストに迎えての公開放送。
- 2007年12月29日（年末スペシャル・11:30～12:30放送）
  - 田中康夫（参議院議員で新党日本代表、前長野県知事）をゲストに迎えての公開放送。